# Zgodovina Romunije
Ta stran prikazuje povzetke zgodovinskega obdobja v Romuniji.

## Prazgodovina
Sledi starodavnih ljudi v Romuniji segajo v paleolitsko dobo. V drugi polovici leta 3 tisoč pr. n. št. so Indoevropska pastirska plemena iz Severnega Črnega morja in Srednje Evrope vdrla na ozemlje današnje Romunije. Kot posledica njihove asimilacije staroselcev v bronasti dobi je nastala tračanska etnična skupnost, ki je vključevala plemena Getov in Dačanov. Prvi od njih je naselil bregove spodnje Donave, drugi današnjo Transilvanijo (Semigorod), pa tudi del Moldavije in Vlaške. Na razvoj geto-daških plemen so v 7.–6. stoletju vplivale grške mestne države Istra, Kalatia in Toma, ki so temeljile na obali Črnega morja (Dobrudža). Skiti so nato napredovali s severne obale Črnega morja na ozemlje Romunije. Kelti pa so se naselili v Transilvaniji (kasneje, tako kot Skiti, asimilirano s strani lokalnega traškega prebivalstva).

## Antika
V 5. stoletju pr. n. št. so z vzhoda so na ozemlje Romunije vdrli Kimerijci, kasneje so v Dobrudži živeli Skiti, zato so to ozemlje Grki poimenovali Mala Skitija. Istočasno so na obali Črnega morja ustanovili svoje kolonije – Kalatis, Istra, Tomaž, Ahil – Stari Grki. 
Na glavnem ozemlju današnje Romunije so v antiki živela plemena Dačanov in Getov, ki so imela napol primitivni skupni družbeno-ekonomski sistem. Berebistu (70–44 pr. n. št.) je uspelo združiti dežele Dačanov, Rimljani so se ga bali, Julij Cezar pa je na predvečer smrti načrtoval pohod v Dakijo. Vendar je Berebist umrl zaradi zarote in njegova država se je razdelila na 4 dele, ki so prišli pod vpliv Rima. 
Nova združitev in okrepitev Dakije sta se zgodila v času vladavine Decebala (86–106 n. št.). Decebal je poskušal organizirati močno kraljestvo s prestolnico v Sarmizegetu in je vodil tri vojne z Rimom (86–88, 101–102, 105–106 n. št.). Prva, s cesarjem Domicijanom, je bila razmeroma uspešna, druga se je končala s porazom Dačanov od cesarja Trajana, tretja, prav tako s Trajanom – popolno osvojitev Dakije s strani Rimljanov, zajetjem Sarmizegeta in Decebalovim samomorom. V Dakiji je bila organizirana rimska provinca Dakija. Središče slednje je bilo mesto Ulpia Traiana Sarmizegetusa, pod Hadrijanom se je imenovalo tudi Sarmizegetus, a zgrajeno 50 km od starega središča. Napoca (danes Cluj) je izstopala od drugih mest v Rimski Dakiji. 
Dakija je ostala rimska provinca do leta 271, ko jo je cesar Avrelijan, ki je ni mogel zaščititi pred napadi Gotov in Sarmatov, zapustil in evakuiral mestno prebivalstvo čez reko Donavo. 

## Srednji vek
Na začetku 6. stoletja so se na levem bregu Donave naselila slovanska plemena (Anti, Sklavini), ki so tukaj živela z lokalnim romaniziranim geto-traškim prebivalstvom in so bila kasneje izgnana.  Posledično je v 10. stoletju nastala vzhodnoromanska etnična skupnost Vlahov, prednikov Romunov in Moldavcev. V 9. in 10. stoletju se je na večino sodobne Romunije razširila moč Prvega in Drugega bolgarskega kraljestva. Od 9. stoletja so Moldavijo naseljevala vzhodnoslovanska plemena Tiverti, kasneje pa Uliči, ki so ustanovili mesta Peresichen, Tegin in Belgorod. Od 10. stoletja je bilo ozemlje Moldavije del Kijevske Rusije. Moldavijo so prečkale trgovske poti iz Galicije do Črnega morja. Na Donavi so galicijski trgovci ustanovili mesto Maly Halych (Galati). V spodnjem toku Donave so se iz gališko-volinske države preselili ubežniki in predstavniki drugih segmentov prebivalstva. Oblikovali so kneževino Berlad na jugu Moldavije z mesti Berlad, Tecuci in Maly Halych. V 11. in 12. stoletju je Transilvanija prišla pod oblast Ogrske. 
V 11. in 12. stoletju so Romunijo napadla nomadska plemena - Pečenegi, Polovci in v 13. st. - Mongolsko-tatarska invazija. Moldavija in del Vlaške sta prišli pod oblast Zlate horde. V 12. in 13. stoletju so se Vlahi naselili v vzhodnih Karpatih in postopoma asimilirali staroslovansko prebivalstvo in ruske naseljence iz galicijske dežele. Kasneje so se Vlahi naselili v južnih predelih Galicije: v 15. stoletju so kolonizirali zahodna pobočja Karpatov. Po koncu mongolsko-tatarske invazije sta nastali dve romunski kneževini - Vlaška (okrog leta 1324) in Moldavija (leta 1359). Med slednje je spadala tudi Bukovina, naseljena predvsem z Ukrajinci. Na čelu obeh držav so bili lastniki (vojvode).  Moč zemljiških gospodov je bila v veliki meri odvisna od velikih posestnikov - bojarjev, ki so imeli vse najvišje položaje v kneževinah. V obeh državah se je bíl nenehen boj za prestol. V Kneževini Moldaviji so sodelovali tudi ukrajinski kandidati. Tako je nekaj časa Moldaviji vladal princ Jurij Koriatovič. Vlaška je bila prisiljena postati vazal Ogrske, Moldavija pa je v letih 1387-1497 priznala vazalno odvisnost od poljskega kralja. Moldavske čete poljsko-litovsko-ukrajinske vojske so sodelovale v bitki pri Grunwaldu leta 1410.
Od 14. stoletja so bila romunska ozemlja priključena Osmanskemu cesarstvu. Od leta 1411 je morala vlaška kneževina Porti plačevati davek. V drugi polovici 15. stoletja je Moldavski vladar Štefan III. nasprotoval turški vladi, vendar je bil poražen in prisiljen plačati davek. V 16. stoletju so Podonavske kneževine postale odvisne od Turčije, čeprav so obdržale pravno avtonomijo v Osmanskem cesarstvu.  Po zmagi pri Mohaču leta 1526 in propadu Ogrske kraljevine je Turčija leta 1541 vzpostavila vrhovno oblast nad Transilvansko kneževine.  
Od 15. stoletja so se gospodarske vezi Moldavije z Galicijo izboljšale. Moldavski trgovci so vzdrževali tesne trgovinske odnose z galicijskimi mesti, zlasti Lvovom. Moldavski kmetje, ki so bežali pred hudim fevdalnim zatiranjem, so se pogosto selili v Galicijo in Bukovino. Na začetku leta 1490 so moldavski kmetje sodelovali v ljudski vstaji, ki jo je vodil Mucha. Leta 1514 je v Transilvaniji izbruhnila kmečka vstaja pod vodstvom D. Dodžija, ki je podprla prebivalstvo Zakarpatja.
Od sredine 16. stoletja so se zaporoški kozaki premaknili proti Moldaviji in pomagali Moldavcem v boju proti turškemu zatiranju, po drugi strani pa so se večkrat vmešali v notranji boj za oblast v kneževini. Leta 1563 so ukrajinski kozaki odkorakali v Moldavijo, ki jih je vodil hetman Dmitro Višnevecki. 

## Zgodnja moderna doba
V zadnjih desetletjih 16. stoletja se je v Kneževini Moldaviji odvijal narodnoosvobodilni boj proti turški oblasti. Leta 1574 ga je vodil Ivan Voda Luty, ki je poklical na pomoč zaporoške kozake, ki jih je vodil Ivan Svirgovski. Moldavsko-kozaška vojska je dobila številne zmage in zasedla mesta Bukarešta, Tiagin (Bender) in Belgorod. Vendar so bile moldavsko-kozaške enote zaradi prepirov v moldavskem taboru in izdaje poveljnika hotinske trdnjave Jeremije Čarnaviča poražene v bitki pri jezeru Cahul (9–14. junij 1574).
Moldavsko vojaško sodelovanje z zaporoškimi kozaki v boju proti turškim osvajalcem se je nadaljevalo tudi v naslednjih desetletjih. Protiosmansko gibanje je dobilo največji razsežnost leta 1577 pod vodstvom kozaškega atamana Ivana Pidkova. Slednjemu je za nekaj časa celo uspelo zasesti moldavski prestol, a so njegove čete premagale čete sultana Murata III. Leta 1578 se je v Moldaviji pojavil neznani Aleksander na čelu kozaškega odreda, ki je zasedel njeno glavno mesto, a so ga Turki kmalu premagali. Leta 1583 so kozaki napadli turške garnizone v Moldaviji in uničili trdnjavo v Benderju. V letih 1594 in 1595 so kozaški odredi pod vodstvom S. Nalivajka in G. Lobode vkorakali v Moldavsko kneževino.  
Leta 1600 je boj proti turški oblasti vodil vlaški gospod Mihai Horobri (1593–1601), katerega vojska je vključevala 7000 ukrajinskih kozakov. M. Horobrov je uspel za kratek čas združiti Vlaško, Moldavijo in Transilvanijo v enotno kneževino.
Ozemlje Moldavije je postalo prizorišče hotinske vojne 1620–21 med Poljsko in Turčijo, na začetku katere je bila poljska vojska poražena v bitki pri Cecorju leta 1620. Med sovražnostmi je ukrajinska kozaška vojska, ki je štela več kot 40.000 vojakov, pod vodstvom hetmana P. Sagaidačnega je skupaj s poljskimi četami premagala Turke in Tatare v bitki pri Hotinu leta 1621.
Sredi 17. stoletja, da bi zagotovile ugodne zunanjepolitične pogoje za boj proti vplivu personalni uniji in Turčije, so podonavske države, Vlaška, Transilvanija in zlasti Moldavija, skušale vzpostaviti tesne diplomatske in vojaško-politične odnose s Hetmanatom. Avgusta 1648 je transilvanski (Semigorodski) princ Jurij II. Rakoczi prek Yu. Nemiriča vzpostavil zavezniške odnose s hetmanom B. Hmeljnickim in si po smrti kralja Vladislava IV. Vaza pridobil njegovo podporo v boju za poljski prestol. 
Septembra 1650 je moldavski mojster Vasilij Lupul sklenil zavezniško pogodbo z B. Hmeljnickim in svojo hčer Rosando poročil s sinom hetmana T. Hmelnickega. Aprila 1653 je kozaška vojska pod poveljstvom T. Hmelnickega pomagala V. Lupulu, da si je začasno ponovno pridobil moldavski prestol, ki ga je ob podpori personalne unije, Vlaške in Transilvanije zavzel varovanec bojarske opozicije S. Georgitsu.
Leta 1654 je moldavski vladar S. Georgitsu (prestol je ponovno pridobil konec 1653) skušal vzpostaviti dobrososedske odnose z B. Hmelnickim in I. Vyhovskim ter prejeti vojaško pomoč Hetmanata v boju proti Osmanskemu cesarstvu in Krimskemu kanatu. Po več letih napetosti v ukrajinsko-transilvanskih odnosih je bil leta 1656 podpisan vojaško-politični sporazum med B. Hmeljničkim in knezom Jurijem II. Rakoczijem. Leta 1657 so bili med pohodom transilvanijskih čet na Poljsko njihovi zavezniki v tej kampanji 20.000-članski ukrajinski korpus pod vodstvom polkovnika A. Ždanoviča. Vlaški vladar Mihnia III (1658–59), moldavski vladar Konstantin Scherba in moldavski prestolonaslednik, nekdanji vladar Stefan Petricheika, so se v boju proti Osmanskemu cesarstvu skušali zanesti na pomoč zaporoških kozakov.
Moldavija (v manjši meri Vlaška) je bila stoletja povezana z Ukrajino ne le v vojaških, diplomatskih, trgovinskih, temveč tudi v kulturnih in cerkvenih odnosih. Zato je razlog skupna preteklost obeh ljudstev: Rusinov-Ukrajincev in Moldavcev - najprej znotraj Kijevske, nato Galicije-Volinske države, skupne verske in kulturne tradicije.
Uradni jezik v Moldaviji je bil cerkvenoslovanski (v ukrajinski izdaji). V 16. in 17. stoletju so moldavski gostitelji postali ustanovitelji številnih cerkva v Ukrajini (vključno z Marijino vnebovzetje in Paraskevo-Petek v Lvovu). Sin moldavskega lastnika Simeona Mohyle – Peter Mohyla, je postal ugledna ukrajinska cerkvena, politična in kulturna osebnost, kijevski metropolit. G. Mohyla je aktivno sodeloval pri ustanavljanju izobraževalnih ustanov v Moldaviji in Vlaški, kot je kolegij Kijev-Mohila, in prispeval k ustanavljanju tiskarn v teh kneževinah. Leta 1697 je v Vlaški izšla slovnica M. Smotrytskega, ki je služila kot model za prvo romunsko slovnico. Po porazu pri Poltavi sta I. Mazepa  in njegov naslednik P. Orlyk nekaj časa ostala na ozemlju Moldavske kneževine.
V 18. stoletju se je zgodil boj za Transilvanijo med Osmanskim cesarstvom in Habsburškim cesarstvom, ki je leta 1690 osvojilo Transilvanijo. Habsburška vladavina ni izboljšala položaja pravoslavnih Vlahov na tem območju. Leta 1784 se je v Vlaški pod vodstvom Horije, Kloške in Krišana zgodil kmečki upor. Od začetka 18. stoletja se je povečala zanimanje moskovskega cesarstva za podonavske kneževine. Moldavski vladar Dmitrij Cantemir je sklenil zavezniško pogodbo s carjem Petrom I., moldavske čete pa so se borile na strani moskovske države proti Turkom med pohodom na Prut leta 1711. Pohod se je končal s porazom moskovskih čet, kar je še povečalo politično odvisnost podonavske kneževine v Osmanskem cesarstvu. Porta je začela imenovati za lastnike svoje neposredne varovance - predstavnike bogatih grških družin, ki so živele v Carigradu (tako imenovani fanarioti). V drugi polovici 18. stoletja je trgovina med kneževinami in ukrajinskimi deželami oživela. Po razpustitvi Zaporoške Siče s strani ruske vlade leta 1775 se je nekaj kozakov preselilo v spodnji tok Donave, kjer so ustanovili čezdonavski Sič. V drugi polovici 18. in 19. stoletja so Podonavske kneževine postale predmet rivalstva med Rusijo, Avstrijo in Turčijo, prizorišče rusko-turških vojn. Zlasti vojaške akcije Rusije in Avstrije proti Turčiji leta 1774 so privedle do zajetja Bukovine s strani Avstrije (z izjemo okrožja Hotin). Po mirovni pogodbi iz Iasija iz leta 1791 so bile levobrežne regije Moldavije priključene Rusiji, meja kneževine pa je potekala vzdolž Dnestra. Po Bukareštanski mirovni pogodbi iz leta 1812 so bile ukrajinske dežele med Prutom, Dnestrom in strugo Donave (vključno z okrožjem Hotin), ki so bile prej del Moldavske kneževine, odstopljene Rusiji. 
Leta 1821 se je v Vlaški razvilo protiosmansko narodnoosvobodilno in protifevdalno gibanje pod vodstvom Tudorja Vladimirescuja, ki ga je podpiral grški odred, ki ga je vodil ugledna osebnost grškega narodnoosvobodilnega gibanja Dmitry Ypsilanti. Uporniki so dosegli številne zmage nad turškimi četami, vendar so bile sile neenake. Vodje vstaje so upali podpreti enoverno Rusijo, a cesar Aleksander I. ni hotel pomagati pri tem. To je povzročilo zmedo med uporniki in prepire med obema voditeljema, zaradi česar je bil Vladimirescu ubit. Vstaja je bila poražena, vendar je privedla do odprave oblasti fanariotskih gospodov v podonavskih kneževinah. Po rusko-turški vojni 1828–1829 in sklenitvi Adrianopolskega miru leta 1829 so se pravice kneževin razširile. Rusko cesarstvo je vzpostavilo protektorat nad Moldavijo in Vlaško. Revolucionarni dogodki leta 1848 v Evropi so prizadeli obe kneževini, pa tudi Transilvanijo. Kmečko gibanje je dobilo velik napredek. V Moldaviji so revolucionarne demonstracije zatrle ruske čete, v Vlaški turške in ruske čete, v Transilvaniji pa avstrijske sile. Na usodo podonavskih kneževin sta pomembno vplivala krimska vojna 1853-56 in pariški kongres 1856. Rusija je bila prisiljena Moldaviji vrniti tri grofije v južni Besarabiji. Nad Moldavijo in Vlaško je bil vzpostavljen kolektivni protektorat sedmih velikih sil, čeprav se je vazalna odvisnost od Porte nadaljevala. Pariška konvencija iz leta 1858 je kneževinam dala avtonomijo.
Sredi 19. stoletja se je v kneževinah razvilo gibanje za združitev Vlaške in Moldavije v eno državo. Leta 1859 sta bili obe kneževini dejansko združeni pod princem Aleksandrom Kuzo, kar je pomenilo začetek ponovne združitve romunskih dežel. Januarja 1862 je državni zbor obeh kneževin razglasil ustanovitev enotne države - romunske kneževine. Leta 1864 je bil sprejet zakon o reformi, ki je odpravil kmetstvo in dal kmetom zemljo. Decembra 1866 se je nato zgodil državni udar, Kuzu je bil strmoglavljen, oblast pa je prevzela tako imenovana grda koalicija. Novi knez je bil eden od nemških knezov Karl Hohenzollern-Sigmaringen. Leta 1866 je bila sprejeta romunska ustava. 

## Neodvisnost, prva svetovna vojna in medvojno obdobje
V rusko-turški vojni 1877–78 je Romunija dejansko sodelovala na strani Rusije. 9. maja 1877 je parlament razglasil popolno neodvisnost Romunije. Po sklepih Berlinskega kongresa iz leta 1878 je Romunija prejela mednarodno priznanje kot neodvisna država. Vendar je Rusija ponovno zasedla južne regije Besarabije, Romunija pa je priključila Severno Dobrudžo in Konstanco, ki sta še vedno pripadali Turčiji. Leta 1881 je bila Romunija razglašena za kraljevino. V zadnji četrtini 19. stoletja na oblasti sta bili izmenično tako imenovani konzervativni in liberalni zgodovinski stranki.
V prvi balkanski vojni leta 1912 je Romunija ohranila nevtralnost, a je v drugo balkansko vojno vstopila na strani Srbije in Grčije proti Bolgariji. Po mirovni pogodbi iz leta 1913 je Bolgarija dala južno Dobrudžo Romuniji.
Romunija je vstopila v prvo svetovno vojno avgusta 1916 na strani Antante. Vendar so že novembra tri četrtine države (vključno z Bukarešto) zasedle avstro-nemške čete. Januarja 1917 je bila organizirana frontna črta na reki Seret. Od januarja do marca 1918 je Romunija zasedla Besarabijo. Predsednik vlade Ukrajinske ljudske republike V. Golubovič je na romunsko vlado nagovoril s protestnim govorom proti priključitvi dežel Romuniji, naseljenih pretežno z Ukrajinci (Severna Besarabija in dežele med ustjem Donave in Dnestra).  
Po porazu Nemčije in razpadu Avstro-Ogrske so romunske čete kljub razglasitvi članstva Bukovine v enotni ukrajinski državi in množičnim protestom lokalnega prebivalstva 12. novembra 1918 zasedle dežele Bukovine skupaj s Črnovicam. Januarja 1919 je izbruhnila ljudska vstaja proti okupatorjem na ozemljih okrožij Hotin in Soroca, ki jih je zajela Romunija. Uporniki so ustvarili upravni organ - Hotinski imenik - in v kratkem času oblikovali uporniško vojsko, ki je imela 30 tisoč ljudi. Direktorat UPR je pomagal upornikom z orožjem in vojaško opremo, vendar kritične razmere na ukrajinsko-boljševiški fronti vladi UPR niso dovolile, da bi zagotovila vojaško pomoč Hotinskemu imeniku. Konec januarja 1919 je romunsko poveljstvo zatrlo precejšnje sile in ustavilo vstajo. Približno 4000 upornikov skupaj s 50.000 begunci se je bilo pod pritiskom sovražnikovih premočnih sil prisiljeno umakniti čez reko Dnester v Podilljo. 
Po zavzetju Besarabije in Bukovine so romunske čete decembra 1918 vstopile v Transilvanijo, ki jo je tudi priključila Romunija. Leta 1919 so romunske čete delovale na Madžarskem, kjer so pomagale preprečiti komunistom prevzeti oblast, kar jim je uspešno uspelo.
V skladu z Senžermensko mirovno pogodbo, Trianonsko mirovno pogodbo in Neulijsko mirovno pogodbo so bili Romuniji dani Transilvanija, Banat, Južna Dobrudža in Bukovina. Pariški protokol, ki so ga podpisali zavezniki, je priznal pripadnost Besarabije Romuniji. Zaradi teh pridobitev se je ozemlje Romunije več kot podvojilo, njeno prebivalstvo pa skoraj potrojilo. Romunija je postala večnacionalna država. Zlasti od 18 milijonov prebivalcev je bilo 1,2 milijona Ukrajincev. 
Ukrajinsko prebivalstvo se ni želelo sprijazniti z okupacijskim režimom Bukarešte, njegovo socialno in nacionalno politiko. Septembra 1924 je nova velika ljudska vstaja zajela okrožja Izmail in Ackerman v južni Besarabiji (Tatarbunarska vstaja iz leta 1924), ki jo je romunska redna vojska brutalno zatrla.
V okupiranih deželah Bukovine in Besarabije so romunske oblasti vzpostavile brutalni okupacijski režim. Bukarešta je na silo izvajala politiko prisilne romunizacije lokalnega prebivalstva v teh ukrajinskih deželah. Do leta 1927 je bilo ukrajinsko šolstvo ukinjeno, kulturne in izobraževalne ustanove in periodika so bile zaprte, uporaba ukrajinskega jezika je bila prepovedana. Preganjana je bila tudi ukrajinska cerkev. 
V letih 1921-22 je Romunija sprejela zakone o agrarni reformi, po katerih je bil del posestniške zemlje dan kmetom v odkupnino. Leta 1923 je bila sprejeta liberalna ustava, ki je uvedla splošno volilno pravico (za moške) in razglasila demokratične svoboščine. Leta 1938 je kralj Karel II. izvedel državni udar. Z vzpostavitvijo svoje diktature je uvedel protidemokratično ustavo, ki je močno omejila pravice in svoboščine državljanov, in razpustil parlament.  

## Druga svetovna vojna
Med drugo svetovno vojno so se romunske zunanjepolitične razmere precej zapletle. Na ultimat ZSSR je bila romunska vlada prisiljena vrniti Besarabijo in severno Bukovino Sovjetski zvezi. Po drugi dunajski arbitraži je bila Severna Transilvanija dana Madžarski, avgusta 1940 pa je bila Južna Dobrudža dana Bolgariji. 
Septembra 1940 je kraljevo diktaturo v Romuniji zamenjala nemško usmerjena fašistična diktatura. Po razglasitvi Mihaela II. za kralja je oblast v državi dejansko prešla v roke generala Iona Antonescuja. Oktobra so bile nemške čete v dogovoru z bukareštansko vlado pripeljane v Romunijo. Novembra 1938 se je Romunija pridružila silam osi. Med sovjetsko-nemško vojno 1941-45 je Antonescujev režim sodeloval v sovražnostih proti ZSSR. Po dogovoru z vodstvom Reicha sta bili vrnjeni Besarabija in Severna Bukovina, nadzor nad ukrajinskimi deželami med Dnestro in Južnim Bugom pa je bil dan Romuniji kot ločeni provinci pod imeni Besarabija, Bukovina in Pridnestrje. V Bukovini in Besarabiji se je bukovinska ukrajinska samoobrambna vojska v letih 1943–1944 borila proti napadalcem, delovale pa so tudi sovjetske gverilske enote in podzemne skupine. Spomladi 1944 je sovjetska vojska 23. avgusta vstopila na ozemlje Romunije. Leta 1944 se je v Bukarešti zgodil protidiktatorski udar, ki so ga pripravili kraljevi dvor, protinemški vrh vojske in več protifašističnih strank, vključno s Komunistično stranko (CPR). 24. avgusta 1944 je Romunija napovedala vojno nacistični Nemčiji. Nova romunska vlada je 12. septembra 1944 podpisala sporazum o premirju z državami protihitlerjeve koalicije, po katerem je ZSSR ponovno pridobila Besarabijo in Severno Bukovino, Severna Transilvanija pa je bila vrnjeni Romuniji.

## Obdobje komunizma: 1945—1989
Po osvoboditvi Romunije pred nacisti je bila oblast v državi v rokah nadzorne komisije Unije, ustanovljene za spremljanje spoštovanja Romunije pogojev premirja. CCM, ki so ga vodili sovjetski predstavniki in sovjetska vojska, je v celoti podprla komunistično partijo in jo postopoma spodbujala, naj prevzame oblast. Pod njihovim pritiskom je bil marca 1945 kralj prisiljen imenovati novo vlado, v kateri so prevzeli vodstvo komunisti in njihovi privrženci. Spomladi 1945 je bila izvedena zemljiška reforma: velika zemljiška posestva so bila razlaščena in razdeljena med kmetijske delavce in kmete brez zemlje.
Novembra 1946 je na komunističnih volitvah, ki so jih priredili komunisti, zmagala komunistična partija in njeni zavezniki. Leta 1947 je bila z Romunijo podpisana mirovna pogodba, po kateri je kontingent sovjetskih čet ostal v Romuniji do leta 1958. V ugodnih razmerah je komunistični režim okrepil politično preganjanje, opozicijske stranke so bile razpuščene, nekateri voditelji pa obsojeni na dolgotrajne kazni. Konec decembra 1947 je bil kralj Mihael I. prisiljen odstopiti in zapustiti državo, Romunija pa je bila razglašena za »ljudsko republiko«. Leta 1948 je bil v državi dokončno vzpostavljen totalitarni komunistični režim, odvisen od ZSSR. Vsa oblast v državi je bila skoncentrirana v rokah Komunistične partije (v letih 1948-65 - Romunske delavske stranke) in njenega voditelja Gheorgheja Gheorghiu-Deja in razglašen je bil tečaj za socialistično gradnjo. Leta 1948 je bila sprejeta prva ustava, leta 1952 pa druga ustava Romunske ljudske republike. Zasebna lastnina je bila popolnoma odvzeta, skoraj celotno gospodarstvo je nacionalizirano. Leta 1949 se je začela prisilna kolektivizacija kmetijstva.
Leta 1965 je postal vodja partije in države Nicolae Ceausescu, ki je vse svoje napore usmeril v »izboljšanje« političnega sistema totalitarne države in krepitev osebne moči. Leta 1965 je bila sprejeta nova ustava, ki je zapisala vlogo komunistične partije kot »vodilne sile družbe«. Država je postala znana kot Socialistična republika Romunija in ustanovljen je bil položaj predsednika SSR, ki je zasedel tudi Ceausescuja. Gospodarski razvoj Romunije v petdesetih in sedemdesetih letih dvajsetega stoletja so zaznamovali visoke stopnje, vendar so se na prelomu sedemdesetih in osemdesetih let dvajsetega stoletja v nacionalnem gospodarstvu zaradi Ceaușescove politike pojavile resne težave. Položaj ljudi se je slabšal, kar je povzročilo naraščanje družbenih napetosti.  
Ceaușescova vladavina je z leti postala vse bolj totalitarna in zatiralska. Njegova tajna policija Securitate je zagotavljala nadzor nad prebivalstvom Romunije in bila odgovorna za številne hude kršitve človekovih pravic ter je nadzorovala medije in tisk. Pod njegovo komunistično diktaturo so nasprotnike režima zapirali v razne zapore in norišnice, njegov poskus povečanja romunskega prebivalstva pa je pripeljal do ustanavljanja otroških gulagov za prizadete, invalidne in »odvečne« otroke. Ceauşescovo preganjanje vere se je zelo zgledovalo po tisti v Kambodži v času Pol Pota. Zaradi Ceaușescove totalitarne politike je Romunija postala najbolj represivna komunistična država v Evropi, zaradi česar je velik del prebivalstva živel v skrajni revščini. 

### Romunska revolucija in padec komunizma: 1989
V Temišvaru v zahodni Romuniji se je konec jeseni 1989 začelo odvijati na tisoče protivladnih demonstracij. V spopadih med protestniki in varnostnimi silami je bilo ubitih na stotine protestnikov. Čez nekaj časa je državo zajel val protestov proti režimu. Po hudih spopadih med vstajniškim ljudstvom, ki so mu bile na strani enot vojske, in enotami politične policije, je 22. decembra 1989 zmagala romunska revolucija in strmoglavila komunizem ter odstavila Ceaușesca s položaja voditelja. Romunija je bila edina država v Vzhodni Evropi, kjer je bil komunizem nasilno strmoglavljen.
Po strmoglavljenju režima sta Nicolae Ceaușescu in njegova žena Elena s helikopterjem pobegnila iz Bukarešte, vendar ju je ujela in aretirala vojska. Po aretaciji so oba pripeljali na vojaško sodišče, kjer so Ceaușescu sodili. 25. decembra 1989 je bil Nicolae Ceaușescu spoznan za krivega, zaradi zločinov proti človeštvu in genocida nad Romuni, ki se je zgodil v romunski revoluciji, ter bil skupaj z svojo ženo Eleno obsojen na smrtno kazen. Popoldne tega dne sta bila nato oba usmrčena na strelskem vodu. 

## Samostojna Romunija
Maja 1990 so potekale demokratične volitve v nov, dvodomni parlament in predsedniške volitve. Za vodjo države je bil izvoljen I. Iliescu, za katerega je glasovalo 85 % volivcev. TNF, ki ga vodi I. Iliescu, je v novem parlamentu osvojil 233 sedežev, kar je predstavljalo 66,3 % skupnega števila sedežev. Novembra 1991 je državni parlament sprejel novo ustavo, ki je Romunijo razglasila za državo pravne države, demokracije in socialne države. Septembra 1992 so bile nove državnozborske volitve, ki niso bistveno spremenile razmerja političnih sil.
Prioriteta zunanje politike Romunije po obnovi demokracije je bila želja po vključitvi v evropske gospodarske in vojaško-politične strukture – Evropsko unijo in Nato. Vzpostavljeni so bili tesni odnosi z Republiko Moldavijo. Po romunskem priznanju neodvisnosti Ukrajine so bili med državama vzpostavljeni diplomatski odnosi. V letih 1991–96 sta Ukrajina in Rusija podpisali številne meddržavne in medvladne sporazume. Obe državi sta aktivno sodelovali v procesu mirnega reševanja oboroženega spopada v Pridnestrju. Hkrati je bilo v ukrajinsko-romunskih odnosih nekaj nasprotij glede teritorialnih vprašanj, kar je preprečilo sklenitev obsežnega političnega sporazuma med državama. Romunska stran je obsodila določbe sovjetsko-romunske pogodbe iz leta 1961, ki je vzpostavila mejo med državama na delti Donave z ZSSR in posledično z Ukrajino Kačjim otokom. Romunska vlada je podvomila o pripadnosti Severne Bukovine in delov nekdanje Besarabije Ukrajini. Ukrajinska stran je opozorila, da bi lahko bil eden od podobnih problemov odnos strank do romunske okupacije dela ukrajinskih dežel leta 1918 in tajni sporazum med Antonescujem in Hitlerjem o delitvi Ukrajine med drugo svetovno vojno.
Glede na interes Romunije za vstop v evropske strukture (in eden od predpogojev za vstop je odsotnost kakršnih koli teritorialnih in drugih držav kandidatk, terjatev do nekaterih držav) je romunska stran na koncu umaknila zadržke do Ukrajine. To je omogočilo, da sta predsednika Ukrajine in Romunije, L. Kučma in E. Constantinescu, junija 1997 v Constanti podpisala pogodbo o prijateljskih odnosih, dobrem sosedstvu in partnerstvu med državama. Pogodba je ponovno potrjevala obstoječo linijo državne meje in razglasila načela njene nedotakljivosti v prihodnosti. Pogodba obsoja tudi "dejanja totalitarnih in vojaško-diktatorskih režimov".
Na volitvah leta 1996 je predsednik postal Emile Constantinescu, leta 2004 pa je zmagal Traian Basescu.
Romunija se je leta 2004 pridružila Natu. 1. januarja 2007 se je pridružila še Evropski uniji.